# Schipluiden
Schipluiden est un village situé dans la commune néerlandaise de Midden-Delfland, dans la province de la Hollande-Méridionale. Le 1er janvier 2009, le village comptait 4 536 habitants.
Schipluiden est traversé par le canal de Flardingue.

## Histoire
En 1855, Schipluiden absorbe Hodenpijl et Sint Maartensregt, deux petites communes qui lui avait déjà été rattachées entre 1812 et 1817. Schipluiden a été une commune indépendante jusqu'au 1er janvier 2004. À cette date, Schipluiden fusionne avec Maasland pour former la nouvelle commune de Midden-Delfland.

## Galerie

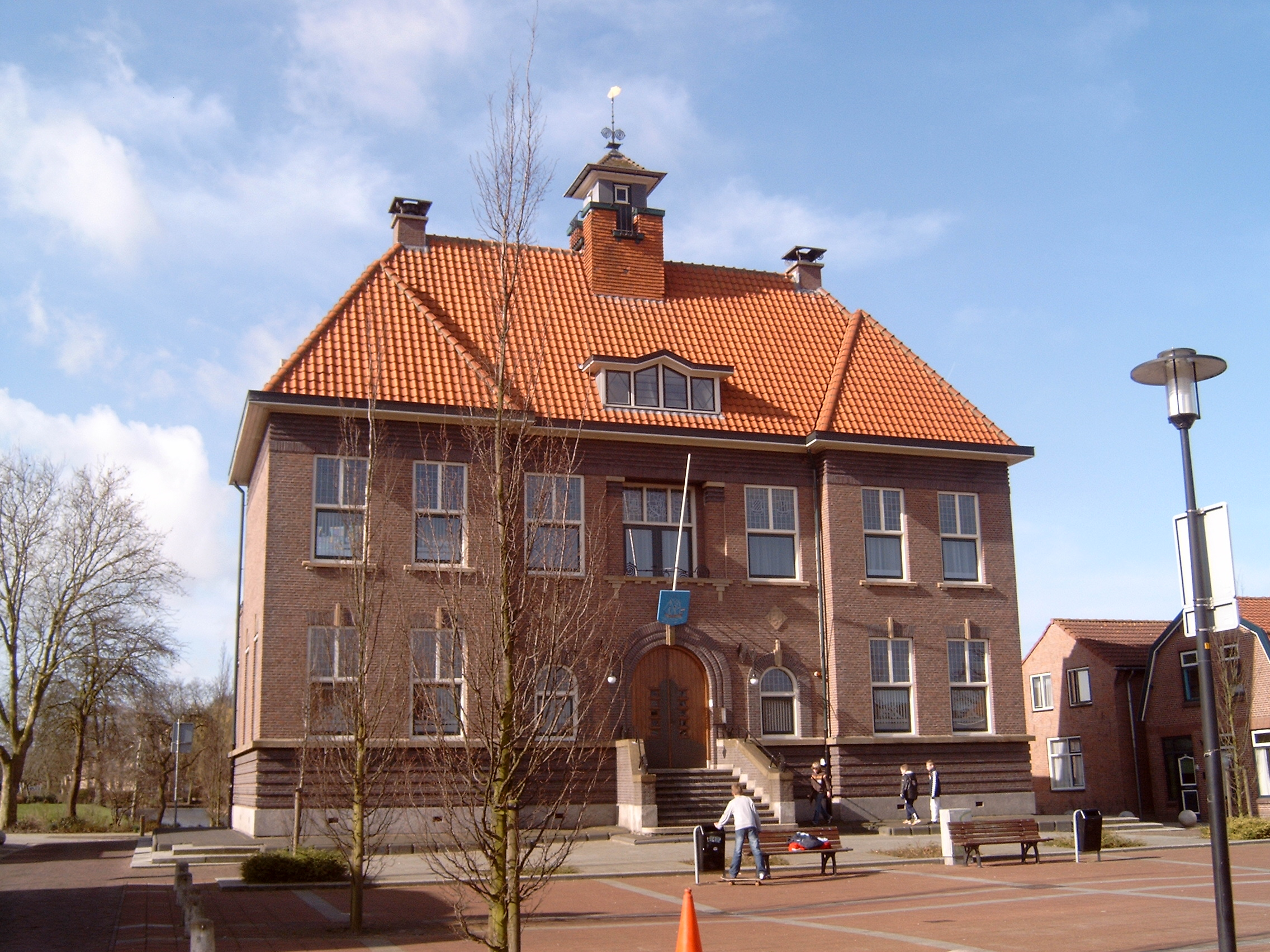
L'hôtel de ville
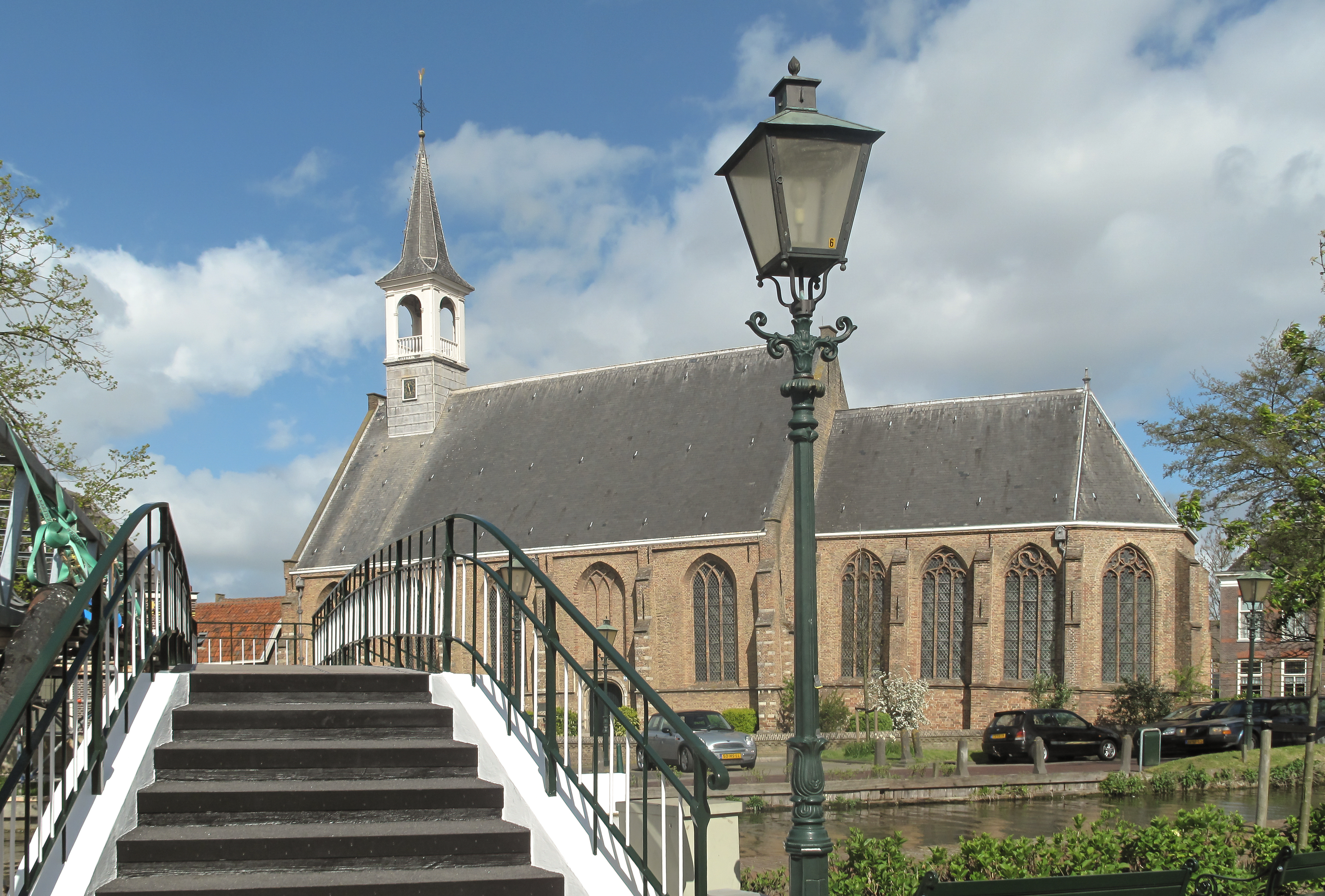
L'église dans la rue
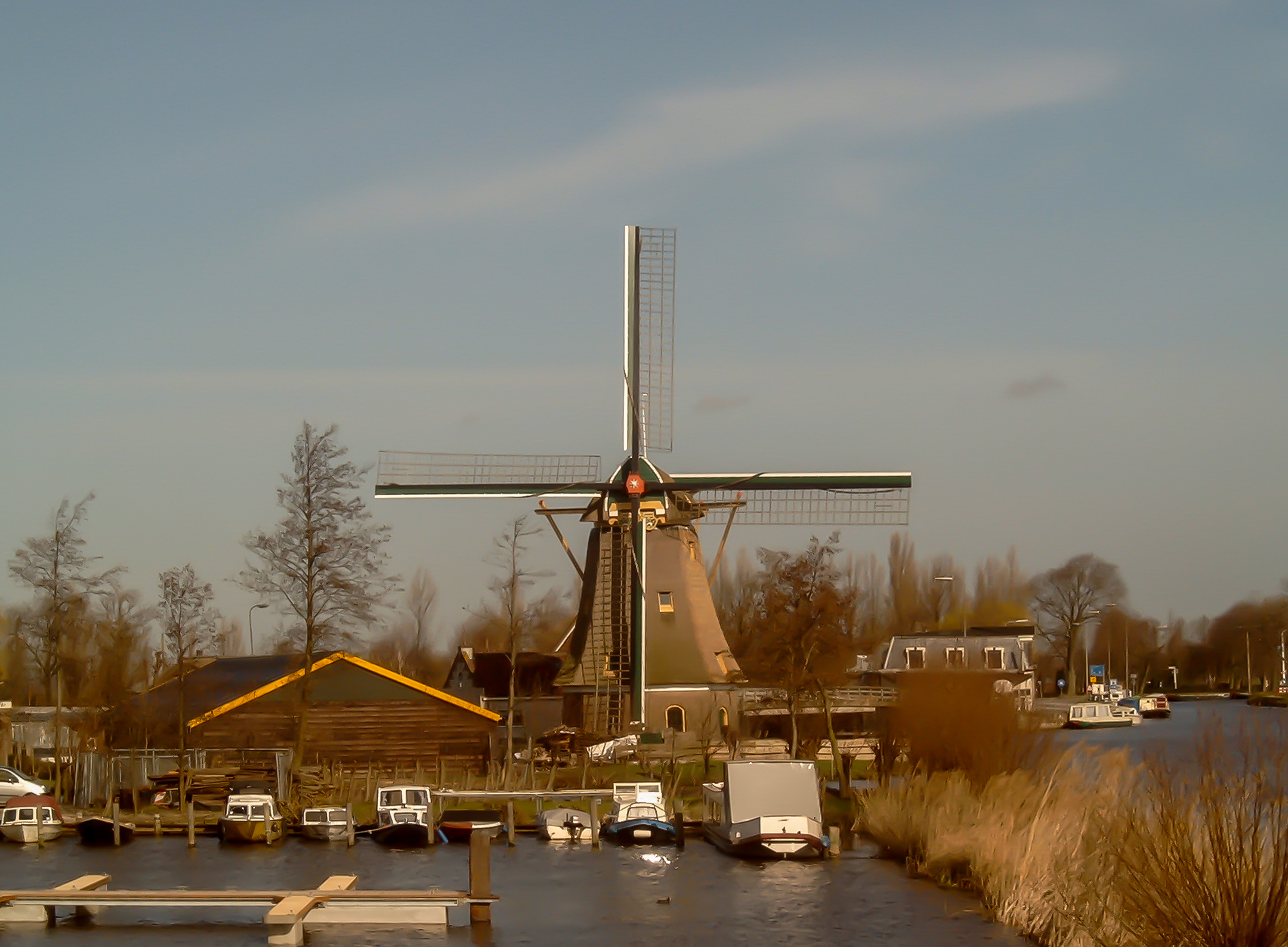
Le moulin de Korpershoek
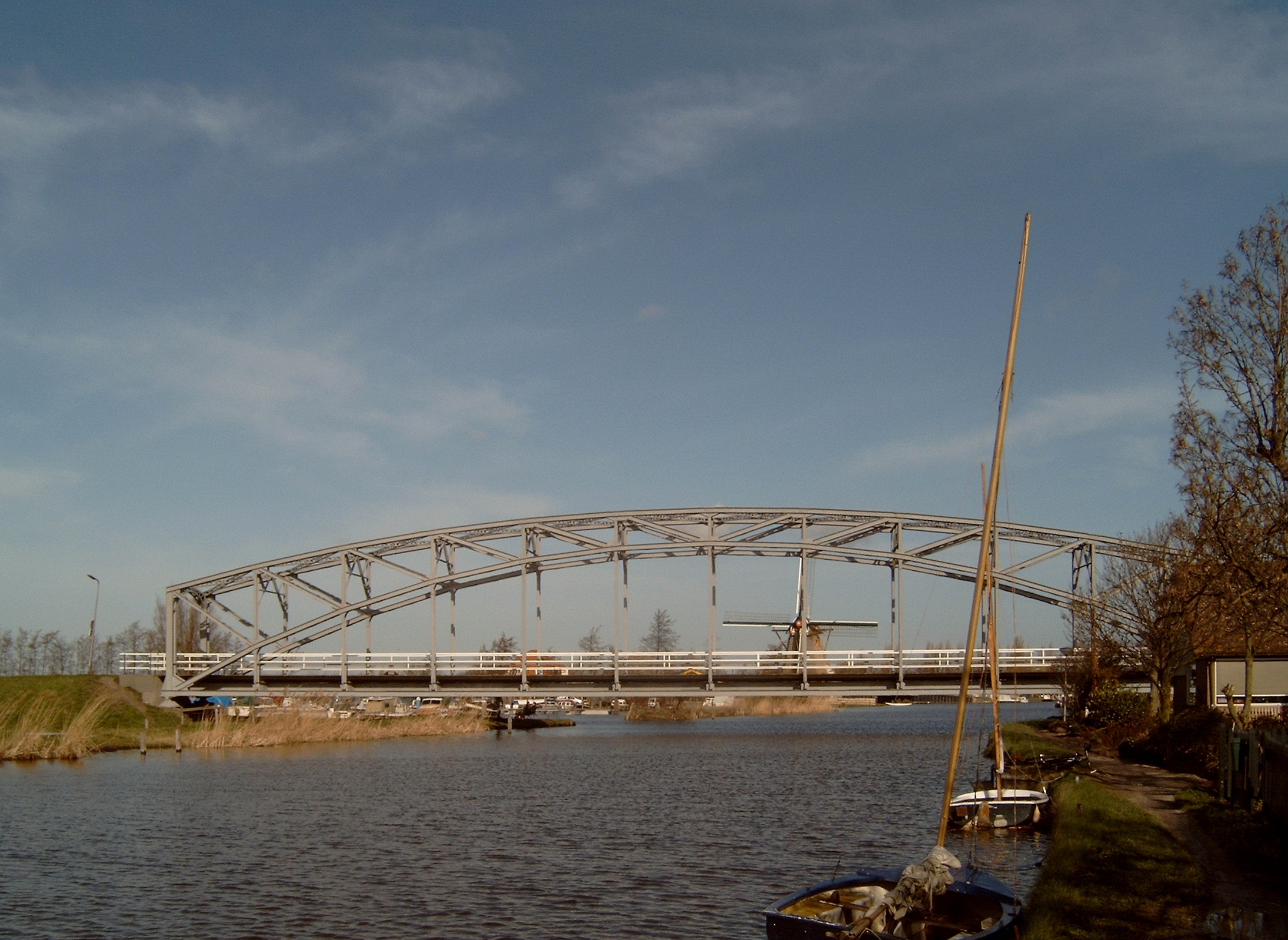
Le pont sur le canal de Flardingue (Vlaardingervaart)